# Tolga Ünlü
Tolga Ünlü (sinh 10 tháng 9 năm 1989) là một cầu thủ bóng đá Đức thi đấu ở vị trí hậu vệ cho Büyükşehir Belediye Erzurumspor. Anh là sản phẩm của đội trẻ Viktoria Aschaffenburg